# دون بيرجس
دون بيرجس (بالإنجليزية: Don Burgess)‏ (و. 1956 – م) هو مصور سينمائي من الولايات المتحدة الأمريكية. ولد في سانتا مونيكا، كاليفورنيا. 

## وصلات خارجية
- دون بيرجس على موقع IMDb (الإنجليزية)
- دون بيرجس على موقع ألو سيني (الفرنسية)
- دون بيرجس على موقع أول موفي (الإنجليزية)
- دون بيرجس على موقع بوكس أوفيس موجو (الإنجليزية)
- دون بيرجس على موقع قاعدة بيانات الأفلام السويدية (السويدية)
- دون بيرجس على موقع قاعدة بيانات الفيلم (الإنجليزية)
- دون بيرجس على موقع كينوبويسك (الروسية)